# تله‌تون لا نویت
تله تون لا نویت به فرانسوی: (Télétoon la nuit؛ که قبلاً "Le détour sur Télétoon"، سپس "Télétoon Détour") یک شبکه کارتن (انیمیشن) فرانسوی زبان در کانادا بر روی شبکه تله تون است که برای مخاطبان نوجوانان و بزرگسالان پخش می‌شود. یکشنبه تا پنجشنبه از ساعت ۹شب تا ۳ بامداد برنامه پخش می‌نماید. این کانال نسخه فرانسوی تله تون در شب بر روی تله تون است. این شبکه در سپتامبر ۲۰۰۲ با عنوان "Le Détour sur Télétoon" به عنوان شبکه بزرگسالان با فرم کوتاه انتخاب شد، اما در سال ۲۰۰۷، آن را به عنوان شبکه انیمیشن بزرگسالان تا اول سپتامبر ۲۰۰۸ هنگامی که به "Télétoon Détour" تغییر نام داد برنامه داشت. این شبکه در ۳ سپتامبر ۲۰۰۹ بار دیگر به "Télétoon la nuit" تغییر نام داد.